# 체호프 (사할린주)
체호프(Че́хов)는 러시아 사할린섬에 있는 도시다. 1946년까지는 이 도시의 이름이 노다(Но́да)였다. 도시 이름은 러시아의 극작가 안톤 체호프의 이름을 따서 붙여졌다.

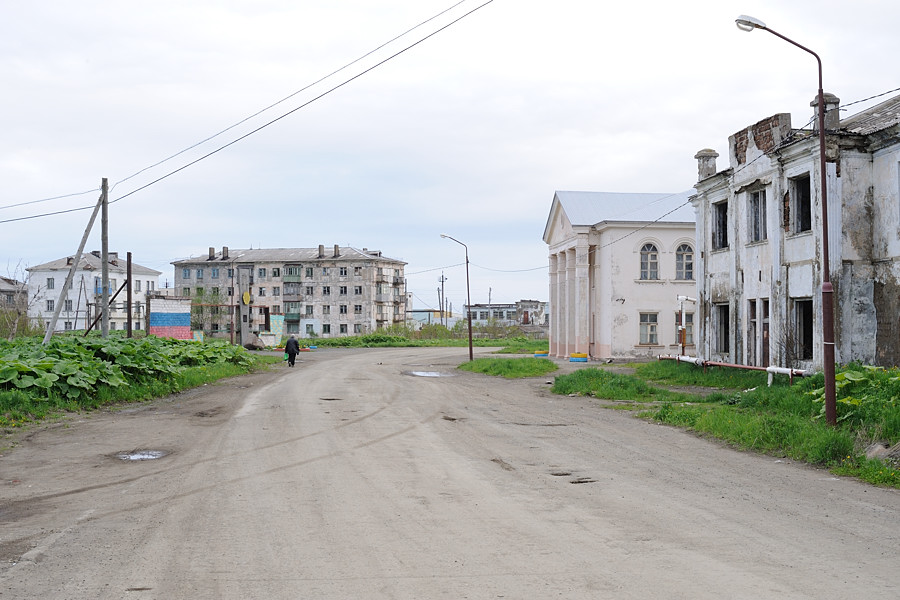
체호프의 모습(2011년)